# برنال خيمينيز مونغ
برنال خيمينيز مونغ (8 يناير 1930 - 20 مارس 2021) اقتصادي وسياسي من كوستاريكا شغل منصب نائب في الجمعية التشريعية لكوستاريكا، بما في ذلك فترة وزير الاقتصاد والمالية.